# Wallenia yunquensis
Wallenia yunquensis är en viveväxtart som först beskrevs av Urban, och fick sitt nu gällande namn av Carl Christian Mez. Wallenia yunquensis ingår i släktet Wallenia och familjen viveväxter. Inga underarter finns listade i Catalogue of Life.